# Xixuthrus isyuniarkoi
Xixuthrus isyuniarkoi es una especie de escarabajo longicornio del género Xixuthrus, categorizada en la tribu Macrotomini, de la subfamilia Prioninae. Fue descrita por Delahaye en 2023.

## Descripción
Mide 66,4-103,6 mm de longitud.

## Distribución
Se distribuye por Indonesia.